# (12583) Buckjean
(12583) Buckjean est un astéroïde de la ceinture principale.

## Description
(12583) Buckjean est un astéroïde de la ceinture principale. Il fut découvert le 11 septembre 1999 à High Point par Dennis K. Chesney. Il présente une orbite caractérisée par un demi-grand axe de 2,98 UA, une excentricité de 0,07 et une inclinaison de 10,9° par rapport à l'écliptique.

## Compléments